# Kansas City Royals
Die Kansas City Royals sind ein US-amerikanisches Baseball-Team. Sie spielen in der Central Division der American League. Die größten Erfolge der Royals sind der Gewinn der World Series 1985 gegen die St. Louis Cardinals sowie World Series 2015 gegen die New York Mets.
Der Name „Royals“ ist eine Hommage an die American Royal, eine Vieh- und Pferdeschau, ein Rodeo und eine Grillmeisterschaft, die seit 1899 jährlich in Kansas City stattfindet, sowie an die identischen Namen zweier ehemaliger Negro-League-Baseballteams, die in der ersten Hälfte des 20. Jahrhunderts spielten.
Im Jahr 1968 veranstaltete das Team einen Wettbewerb zur Benennung der Mannschaft, für den mehr als 17.000 Einsendungen eingingen. Sanford Porte, ein Brückeningenieur aus dem Vorort Overland Park wurde mit seinem Beitrag „Royals“ zum Sieger gekürt. „Das neue Baseballteam von Kansas City sollte Royals heißen, weil Missouri über ein Milliardeneinkommen aus der Viehzucht verfügt, Kansas City der führende Viehzucht- und Futtermittelmarkt der Nation ist und die landesweit bekannte Parade und der Festzug der American Royals stattfindet“, schrieb Porte. Der Vorstand des Teams stimmte mit 6:1 Stimmen für den Namen, nur der Teambesitzer Ewing Kauffman war dagegen, änderte aber schließlich sein Votum und sagte, der Name sei ihm ans Herz gewachsen.
Der Klub, der 1969 zusammen mit den Seattle Pilots in die American League aufgenommen wurde, wurde vom Geschäftsmann Ewing Kauffman aus Kansas City gegründet. Das Franchise wurde auf Betreiben von Stuart Symington, dem damaligen US-Senator von Missouri, gegründet, der ein neues Franchise für die Stadt forderte, nachdem die Athletics (Kansas Citys vorheriges Major-League-Team, das von 1955 bis 1967 in Kansas City spielte) 1968 nach Oakland, Kalifornien, umgezogen waren. Seit dem 10. April 1973 spielen die Royals im Kauffman Stadium, das früher als Royals Stadium bekannt war.
Das neue Team entwickelte sich schnell zu einem Kraftpaket, das von 1976 bis 1985 sieben Mal in den Playoffs stand, eine World Series und eine weitere AL-Meisterschaft gewann, angeführt von Stars wie Amos Otis, Hal McRae, John Mayberry, George Brett, Frank White, Willie Wilson und Bret Saberhagen. Das Team blieb in den frühen 1990er Jahren konkurrenzfähig. In 28 aufeinanderfolgenden Spielzeiten (1986–2013) konnten sich die Royals nicht für die MLB-Postseason qualifizieren, eine der längsten Postseason-Dürren in der aktuellen Wildcard-Ära des Baseballs. Das Team durchbrach diese Durststrecke im Jahr 2014, indem es sich den ersten Wildcard-Platz des Franchises sicherte und in die World Series 2014 einzog, welche sie in sieben Spielen gegen die San Francisco Giants verlor. Im Jahr 2015 gewannen die Royals den ersten AL Central Division Titel des Teams und besiegten in der World Series 2015 die New York Mets in fünf Spielen, um ihre zweite World Series Titel zu gewinnen.

## Geschichte

### Baseball kehrt nach Kansas City zurück
Als die Kansas City Athletics nach der Saison 1967 nach Oakland umzogen, stand Kansas City zum ersten Mal seit 1883 ohne Major League Baseball Team bzw. überhaupt ohne professionellen Baseball-Team da. Das Team wurde von Charlie Finley geleitet, der viele Umzugspläne untersuchte und Kansas City im Wesentlichen mied, bevor das Team überhaupt umgezogen war. Der Senator Stuart Symington drohte damit, ein Gesetz einzuführen, das die kartellrechtliche Freistellung des Baseballs aufheben würde, wenn Kansas City in der nächsten Expansionsrunde kein Team erhalten würde. Die Major League hielt sich an eine überstürzte Expansionsrunde im Winter 1967. Kansas City erhielt eines von vier Teams, die 1971 den Spielbetrieb aufnehmen sollten. Symington war jedoch nicht damit zufrieden, dass Kansas City drei Jahre auf die Rückkehr des Baseballsports warten musste und übte Druck auf die MLB aus, damit die neuen Teams den Spielbetrieb 1969 aufnehmen konnten. Symingtons Intervention könnte zum finanziellen Zusammenbruch des Expansionsteams der Royals, der Seattle Pilots, beigetragen haben, die 1969 den Spielbetrieb aufnehmen mussten, bevor sie bereit waren (die Liga verlangte, dass neue Franchises in Paaren antreten, um die Symmetrie bei der Terminplanung zu wahren).
Der Pharmaunternehmer Ewing Kauffman erhielt den Zuschlag für das neue Team in Kansas City. Er führte einen Wettbewerb durch, um den besten und passendsten Namen für das neue Franchise zu ermitteln. Sanford Porte aus Overland Park, Kansas, schlug den Namen Royals vor, in Anerkennung der milliardenschweren Viehzuchtindustrie von Missouri. Sein Vorschlag lautete, dass das neue Teams nach der bekannte Parade und des Festzuges der American Royals benannt werden sollte. Der Name wurde aus 17.000 Bewerbungen ausgewählt und der Vorstand der Royals stimmte mit 6:1 Stimmen für die Annahme des Namens. Die einzige Gegenstimme war die von Herrn Kauffman. Er änderte schließlich seine Meinung, nachdem ihm der Name ans Herz gewachsen war. Das Logo der Mannschaft, eine Krone auf einem Schild mit den Buchstaben „KC“ innerhalb des Schildes, wurde von Shannon Manning, einem Künstler von Hallmark Cards, entworfen.

### 1969–1979
Die Royals nahmen 1969 in Kansas City den Spielbetrieb auf. In ihrem Eröffnungsspiel am 8. April 1969 besiegten die Royals die Minnesota Twins mit 4:3 nach 12 Innings. In ihrer ersten Saison erreichten die Royals eine Bilanz von 69-93, angeführt von Lou Piniella, der den AL Rookie of the Year Award gewann.
Das Team wurde schnell durch eine Reihe von Trades aufgebaut, die vom ersten General Manager Cedric Tallis eingefädelt wurden. Unter anderem holte er den Center Fielder Amos Otis, der der erste große Star des Teams wurde, den First Baseman John Mayberry, den Second Baseman Cookie Rojas, den Shortstop Fred Patek und den Designated Hitter Hal McRae. Die Royals investierten auch in ein starkes Farmsystem und brachten bald zukünftige Stars wie die Pitcher Paul Splittorff, Dennis Leonard und Steve Busby, die Infielder George Brett und Frank White sowie den Outfielder Al Cowens hervor. Mit diesen jungen Spielern begannen die Royals, einen jungen Kern aufzubauen, der für zukünftige Erfolge gerüstet war.

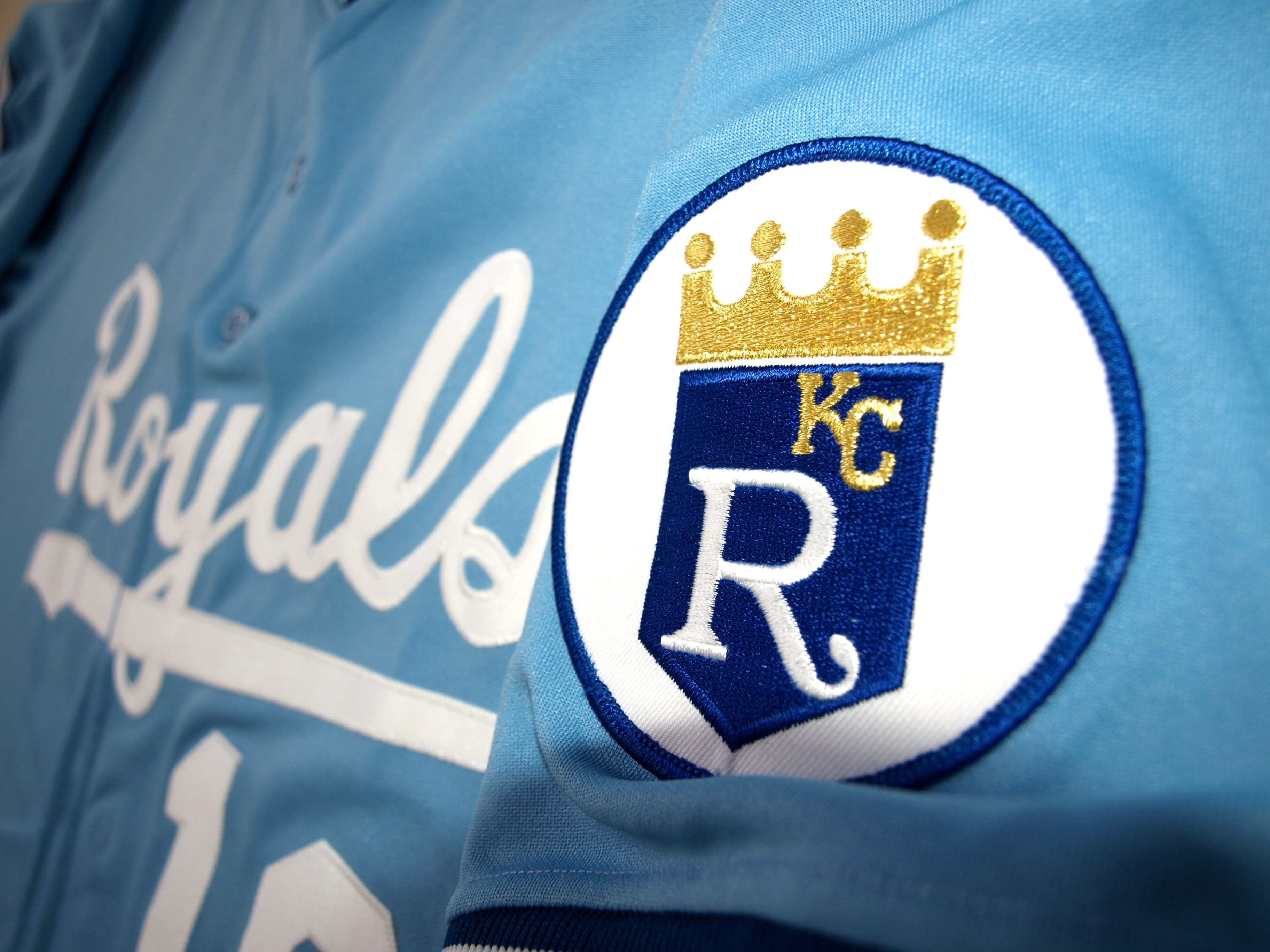
Die Royals trugen ihr Markenzeichen, das pulverblaue Trikot, von 1973 bis 1991 und führten es 2008 als Ausweichtrikot wieder ein.

1971 hatten die Royals ihre erste erfolgreiche Saison, in der sie unter Manager Bob Lemon den zweiten Platz belegten. 1973 übernahmen die Royals unter Manager Jack McKeon ihre ikonischen „puderblauen“ Auswärtsuniformen und zogen vom Municipal Stadium in das brandneue Royals Stadium (heute Kauffman Stadium).
Das All-Star Game 1973 wurde im Royals Stadium ausgetragen, wobei Otis und Mayberry in der Startaufstellung des Teams der American League standen. Zuvor war das Spiel 1960 im Municipal Stadium ausgetragen worden, als die Athletics noch in Kansas City ansässig waren.
Manager Whitey Herzog löste McKeon 1975 ab und die Royals wurden schnell zum dominierenden Franchise in der Western Division der American League. Nach einer Saison, in der sie mit 91 Siegen den zweiten Platz belegten, gewannen sie von 1976 bis 1978 drei Divisionsmeisterschaften in Folge, einschließlich der einzigen Saison mit 100 Siegen im Jahr 1977. Allerdings verloren die Royals in drei aufeinanderfolgenden Begegnungen der American League Championship Series gegen die New York Yankees.

### 1980–1984
Nachdem die Royals 1979 den zweiten Platz belegten, wurde Herzog entlassen und durch Jim Frey ersetzt. Unter Frey und einer legendären .390er-Saison von George Brett erholten sich die Royals 1980 und zogen ins ALCS ein, wo sie erneut auf die Yankees trafen. Die Royals besiegten die Yankees in einem Drei-Spiele-Sweep. Nachdem die Royals ihre erste World Series erreicht hatten, unterlagen sie den Philadelphia Phillies in sechs Spielen. Spiel 6 war auch deshalb von Bedeutung, weil es das meistgesehene Spiel in der Geschichte der World Series blieb.

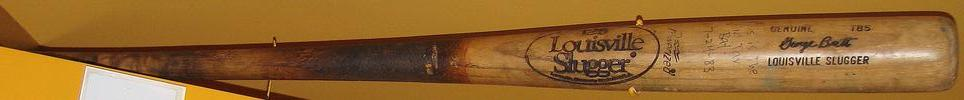
Der Baseballschläger, den der Third Baseman George Brett beim „Pine Tar Incident“ am 24. Juli 1983 benutzte

Im Juli 1983, als die Royals auf dem Weg zum zweiten Platz hinter den Chicago White Sox waren, ereignete sich ein weiteres Kapitel in der Rivalität des Teams mit den New York Yankees. In einem Vorfall, der als „Pine Tar Incident“ bekannt geworden ist, entdeckten die Schiedsrichter, dass der Schläger von Third Baseman George Brett illegal mit Holzteer beschmiert war, nachdem er einen Two-Run-Homerun gegen Gossage geschlagen hatte, der die Royals im 9 Inning zu einem Zwischenstand von 5-4 beförderte. Nachdem Yankee-Manager Billy Martin aus dem Dugout gekommen war, um mit Home Plate-Schiedsrichter Tim McClelland zu sprechen, untersuchten McClelland und die anderen Schiedsrichter den Schläger. McClelland zeigte dann auf Brett im Dugout und gab das Zeichen „out“, womit der Homerun nicht anerkannt wurde. Wütend stürmte Brett aus dem Dugout auf McClelland und Martin zu, woraufhin McClelland Brett hinauswarf. Der Homerun wurde später von AL-Präsident Lee MacPhail wieder anerkannt und die Royals gewannen das Spiel, welches mehrere Wochen später bei dem Zwischenstand nach Bretts Homerun fortgesetzt wurde.
Die Saison 1983 war auch durch einige Veränderungen in der Organisation der Royals gekennzeichnet. Erstens verkaufte der Eigentümer Ewing Kauffman 49 % seiner Anteile an den Entwickler Avron Fogelman aus Memphis. Zweitens wurde John Schuerholz zum General Manager ernannt. Schuerholz verstärkte bald das Farmsystem mit den Pitchern Bud Black, Danny Jackson, Mark Gubicza, David Cone und Bret Saberhagen sowie mit Schlagmännern wie Kevin Seitzer.
Dank der plötzlichen und überraschenden guten Leistungen der meisten der oben genannten Spieler gewannen die Royals 1984 ihre fünfte Division-Meisterschaft und stützten sich dabei auf Brett und das junge Pitching-Team Saberhagen, Gubicza, Charlie Leibrandt, Black und Jackson. In der American League Championship Series wurden die Royals dann von den Detroit Tigers besiegt. Die Tigers gewannen daraufhin die World Series.

### 1985: Der erste Word Series Titel
In der regulären Saison 1985 gewannen die Royals zum sechsten Mal in zehn Jahren die Western Division, angeführt von Bret Saberhagens, der mit dem Cy Young Award ausgezeichnet wurde und George Bretts selbst beschriebenem besten „Allround-Jahr“. In den anschließenden Playoffs holten die Royals einen 0:2 und 1:3-Rückstand auf und konnten die Serie für sich entscheiden. Im dritten Spiel, in dem KC mit 2:0 zurücklag, erzielte George Brett zwei Homeruns und schlug einen Double über den Zaun im rechten Feld, um Kansas City wieder in die Serie zu bringen. In der American-League-Meisterschaftsserie gegen die Toronto Blue Jays lagen die Royals mit drei zu eins zurück und gewannen die Serie schließlich mit 4:3.
In der World Series 1985 gegen die St. Louis Cardinals (die den Spitznamen „I-70 Series“ trägt, weil beide Teams im Bundesstaat Missouri liegen und durch die Interstate 70 miteinander verbunden sind) gerieten die Royals erneut in Rückstand, und zwar mit eins zu drei Spielen. Nachdem Danny Jackson die Royals im fünften Spiel zu einem 6:1-Sieg geführt hatte, fuhren die Cardinals und die Royals für das sechste Spiel zurück nach Kansas City. Im entscheidenden siebten Spiel schaltete Bret Saberhagen die Cardinals aus und Kansas City dominierte die Cardinals mit 11:0 und sicherte sich damit den ersten Titel in der Geschichte des Franchises.

### 1986–1994
In den späten 1980er Jahren hatten die Royals den Ruf, eine der besten Mannschaften West Division der American League zu sein. Die Royals beendeten die Saison 1989 mit einer Bilanz von 92:70 (die drittbeste in der Major League), konnten sich aber nicht für die Playoffs qualifizieren und wurden Zweiter in ihrer Division hinter dem späteren World-Series-Champion Oakland Athletics.

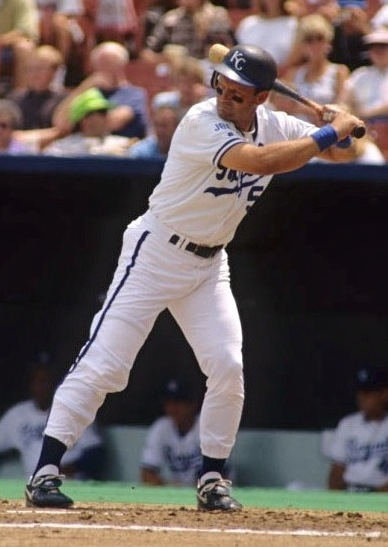
George Brett im Jahr 1990

Am Ende der Saison 1989 verfügte das Team über eine leistungsstarke Pitching-Rotation, darunter der AL-Cy-Young-Award-Gewinner Bret Saberhagen (der in diesem Jahr den Franchise-Rekord von 23 Siegen aufstellte), der zweifache All-Star Mark Gubicza (der 1989 15 Spiele gewann) und der zweitplatzierte AL Rookie of the Year Tom Gordon (der in diesem Jahr 17 Spiele gewann). Die Organisation war jedoch der Meinung, dass ihr noch einige Teile fehlten, um dem Divisionsrivalen Oakland Athletics Paroli bieten zu können. Vor der Saison 1990 erwarben die Royals daher Mark Davis, den Cy-Young-Award-Gewinner der National League von 1989 und Tabellenführer bei den Saves und verpflichteten ihn für einen Vierjahresvertrag über 13 Millionen Dollar (das damals höchste Jahresgehalt in der Baseballgeschichte). Die Royals verpflichteten außerdem den Starting Pitcher Storm Davis, der gerade eine Saison mit 19 Siegen hinter sich hatte (die drittbeste in der AL), mit einem Dreijahresvertrag über 6 Millionen Dollar. Trotz der vielversprechenden Off-Season-Maßnahmen litt das Team unter schweren Verletzungen in der Bullpen, während beide neu verpflichteten Davis eine glanzlose Saison 1990 erlebten. Die Royals beendeten die Saison mit einer Bilanz von 75-86 auf dem vorletzten Platz in der AL West (und mit der schlechtesten Bilanz des Franchises seit 1970). Bo Jackson, der potenzielle zukünftige Franchise-Spieler des Teams, zog sich in der Off-Season beim Football spielen eine verheerende Hüftverletzung zu, so dass die Royals ihn während des Spring Training 1991 entließen.
Obwohl das Team in den kommenden Jahren keine großen Errungenschaften erzielten, konnten die Royals in der Regel bis zur streikbedingt verkürzten Saison 1994 immer noch mit Siegen rechnen. Da die Royals in dieser Ära trotz ihrer Siege nicht an den Playoffs teilnahmen, konzentrierten sich viele Höhepunkte des Teams, wie zum Beispiel das Ende der Karriere von George Brett und seinen 3.000ster Hit.
1994 wechselten die Royals, zusammen mit den Chicago White Sox und den Minnesota Twins aus der AL West in die neu gegründete AL Central. Auch die Cleveland Indians und die Milwaukee Brewers aus der AL East wechselten in die AL Central. Die Brewers wechselten 1998 in die NL Central und wurden durch die Detroit Tigers, aus der AL East, ersetzt.

### 1995–2002
Zu Beginn der 1990er Jahre wurden die Royals von einem doppelten Schlag getroffen. General Manager John Schuerholz trat 1990 ab und Teambesitzer Ewing Kauffman starb im Jahr 1993. Kurz vor Kauffmans Tod hatte er einen komplexen Nachfolgeplan aufgestellt, um das Team in Kansas City zu halten. Das Team wurde nach seinem Tod der Greater Kansas City Community Foundation and Affiliated Trusts geschenkt, wobei die Entscheidungen über den Betrieb des Teams von einer fünfköpfigen Gruppe unter dem Vorsitz des Walmart-Managers David Glass getroffen wurden. Dem Plan zufolge hatten die Royals sechs Jahre Zeit, um einen lokalen Eigentümer für das Team zu finden, bevor den Verkauf für einen externen Bieter öffnen. Die neuen Eigentümer müssten sich verpflichten, das Team in Kansas City zu halten. Kauffman hatte befürchtet, dass die neuen Eigentümer das Team verlegen würden, da er feststellte: „Niemand würde ein Baseballteam kaufen wollen, das ständig Millionen von Dollar verliert und wenig Aussicht auf Gewinn hat, weil es in einer kleinen Stadt liegt“. Wenn kein Eigentümer gefunden würde, sollten die Beschränkungen, welche Kauffman vor seinem Tod festgelegt hat, am 1. Januar 2002 enden und das Team an den Höchstbietenden verkauft werden. 1999 bot der New Yorker Anwalt und Minor-League-Baseball-Besitzer Miles Prentice, der schwor, das Team nicht zu verlegen, 75 Millionen Dollar für das Team. Dies war der Mindestbetrag, für den Kauffman das Team verkaufen wollte. Die MLB lehnte das erste Angebot von Prentice ohne Angabe von Gründen ab. In einer letzten Angebotsrunde am 13. März 2000 stimmte die Stiftung dafür, das Angebot von Glass in Höhe von 96 Millionen Dollar anzunehmen und lehnte das überarbeitete Angebot von Prentice in Höhe von 115 Millionen Dollar ab.
In der Zeit vor dem Verkauf, unter der Leitung der Foundation, ging es mit dem Team bergab. In der Saison 1994 reduzierten die Royals ihre Gehaltskosten, indem sie den Pitcher David Cone und den Outfielder Brian McRae verkauften und setzten ihre Gehaltskürzungen in der Saison 1995 fort. Die Lohnsumme des Teams, die zuvor zu den höchsten der Liga gehört hatte, wurde von 40,5 Millionen Dollar im Jahr 1994 (vierthöchste Summe in der Major League) auf 18,5 Millionen Dollar im Jahr 1996 (zweitniedrigste Summe in der Major League) halbiert.
Da die Zuschauerzahlen zurückgingen und die Durchschnittsgehälter in der MLB weiter stiegen, verkauften die Royals ihre verbliebenen Stars wie Kevin Appier, Johnny Damon und Jermaine Dye, anstatt höhere Gehälter zu zahlen oder ihre Spieler an die Free Agency zu verlieren. Bis 1999 waren die Gehaltskosten des Teams wieder auf 16,5 Millionen Dollar gesunken. Erschwerend kam hinzu, dass die meisten der jüngeren Spieler, die die Royals im Austausch für diese All-Stars erhielten, sich als wenig wertvoll erwiesen, was die Voraussetzungen für eine anhaltende Abwärtsspirale schuf. Tatsächlich erreichten die Royals 1999 mit einer Gewinnquote von .398 (64-97) einen neuen Tiefstand im Franchise und 2001 verloren sie erneut 97 Spiele.
In der Mitte dieser Ära, im Jahr 1997, lehnten die Royals die Möglichkeit ab, im Rahmen einer Neuordnung in die National League zu wechseln, um die Arizona Diamondbacks und die Tampa Bay Devil Rays als Expansionsteams einzuführen. Stattdessen wechselten die Milwaukee Brewers in die National League.
Im Jahr 2002 stellten die Royals einen neuen Rekord an Erfolglosigkeit auf: Sie verloren zum ersten Mal in der Geschichte 100 Spiele in einer Saison.

### 2003
In der Saison 2003 fand die Niederlagenserie ein vorläufiges Ende, als der neue Manager Tony Peña in seiner ersten vollen Saison in der Organisation das Team zur ersten siegreichen Saison (83-79) seit 1994 führte und den dritten Platz in der AL Central belegte. Für seine Bemühungen wurde er zum Manager des Jahres der American League ernannt und Shortstop Ángel Berroa wurde zum AL Rookie of the Year gewählt.

### 2004–2008
Von der Saison 2004 bis zur Saison 2012 mussten die Royals neun niederlagenreiche Saisonen in Folge hinnehmen, die längste Serie in der Geschichte des Teams. In sechs dieser Saisons belegte das Team den letzten Platz in der American League Central und in acht dieser neun Saisons verlor das Team mindestens 90 Spiele. Die schlechteste Saison war 2004–2006, als die Royals jedes Jahr mindestens 100 Spiele verloren und einen neuen Rekord an Niederlagen aufstellten (56-106 im Jahr 2005).
Die Royals, die von vielen als Sieger der Division 2004 geschätzt wurden, nachdem sie auf dem Markt der Free Agents gut abgeschnitten hatten, hatten einen enttäuschenden Start und befanden sich Ende Juni wieder im Aufbaumodus. Sie entließen Veteranen-Reliever Curtis Leskanic und tauschten Veteranen-Reliever Jason Grimsley und Superstar-Center-Fielder Carlos Beltrán gegen potenzielle Neuzugänge ein.
Das Team fiel daraufhin völlig auseinander, verlor 104 Spiele und brach den erst zwei Jahre zuvor aufgestellten Franchise-Rekord an Niederlagen. Zwei Rookies, Center Fielder David DeJesus und Starting Pitcher Zack Greinke, spielten jedoch eine vielversprechende Saison für die Royals. Das Team setzte in der Saison 2005 vermehrt auf junge Talente, beendete die Saison jedoch mit einer Bilanz von 56-106 (.346) und lag damit ganze 43 Spiele hinter dem ersten Platz, womit das Team zum dritten Mal innerhalb von vier Spielzeiten den Rekord für die schlechteste Bilanz in der Geschichte des Franchises aufstellte.  In dieser Saison verloren die Royals außerdem 19 Spiele in Folge, was einen neuen Franchise-Rekord darstellt. Während der Saison trat Manager Tony Peña zurück und wurde zwischenzeitlich durch Bob Schaefer ersetzt, bis der Coach der Indians, Buddy Bell, zum neuen Manager ernannt wurde. Vor der Saison 2006, auf der Suche nach einem schnellen Turnaround, verpflichtete die Royals den General Manager Allard Baird und mehrere erfahrene Spieler, darunter Doug Mientkiewicz, Mark Grudzielanek, Joe Mays und Scott Elarton. Dennoch kämpften sich die Royals 2006 durch eine weitere Saison mit 100 Niederlagen und wurden erst das elfte Team in der Geschichte der Major League, das in drei aufeinanderfolgenden Saisons 100 Spiele verlor. Während der Saison wurde Baird als GM entlassen und durch Dayton Moore ersetzt.
Kansas City ging in die Saison 2007 mit dem Ziel, die Spielzeiten mit mindestens 100 Niederlagen hinter sich zu lassen. Die Royals überboten die Cubs und die Blue Jays im Werben um den Free Agent Gil Meche und unterzeichneten mit ihm einen Fünfjahresvertrag über 55 Millionen Dollar, den größten Vertrag in der Geschichte der Royals. Reliever Octavio Dotel unterschrieb ebenfalls einen Einjahresvertrag über 5 Millionen Dollar. Das Team hat außerdem mehrere neue Talente verpflichtet, darunter Alex Gordon und Billy Butler. Eine der ersten Amtshandlungen von Dayton Moore als General Manager war die Einführung eines neuen Mottos für das Team: „True. Blue. Tradition.“ Im Juni 2007 hatten die Royals erstmals seit Juli 2003 mehr Siege wir Niederlagen. Die Royals beendeten die Saison mit 69-93, aber 2007 war die erste Saison mit weniger als 100 Niederlagen seit 2003. Manager Buddy Bell trat nach der Saison 2007 zurück.
Die Royals verpflichteten Trey Hillman, den ehemaligen Manager der Nippon Ham Fighters und Minor-League-Manager bei den New York Yankees, als 15. Manager in der Geschichte des Franchises. Die Saison 2008 begann mit der Entlassung von Fan-Liebling Mike Sweeney und dem Trade von Ángel Berroa zu den Los Angeles Dodgers. Nach 13 Spielen im Jahr 2008 lagen die Royals mit 8 zu 5 auf dem ersten Platz in der AL Central, was eine enorme Verbesserung gegenüber dem Start in der vorherigen Saison darstellte. Nach der All-Star-Pause gerieten die Royals jedoch wieder in die Verlustzone. Das Team beendete die Saison auf dem vierten Platz in der Division mit einer Bilanz von 75-87.

### 2009-2012: Kauffman Stadium Renovierung und weiterer Wiederaufbau

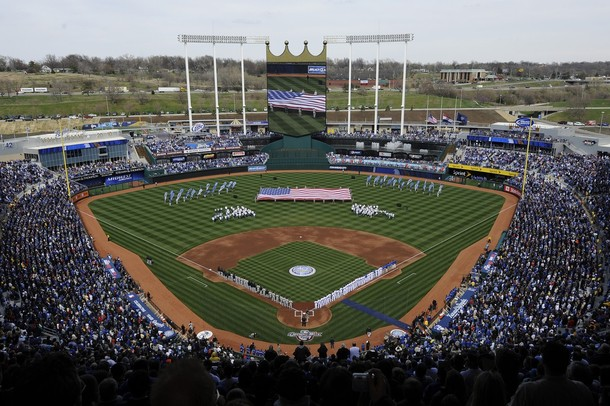
Das Kauffman-Stadium wurde 2009 renoviert und mit einer hochauflösenden Anzeigetafel ausgestattet.

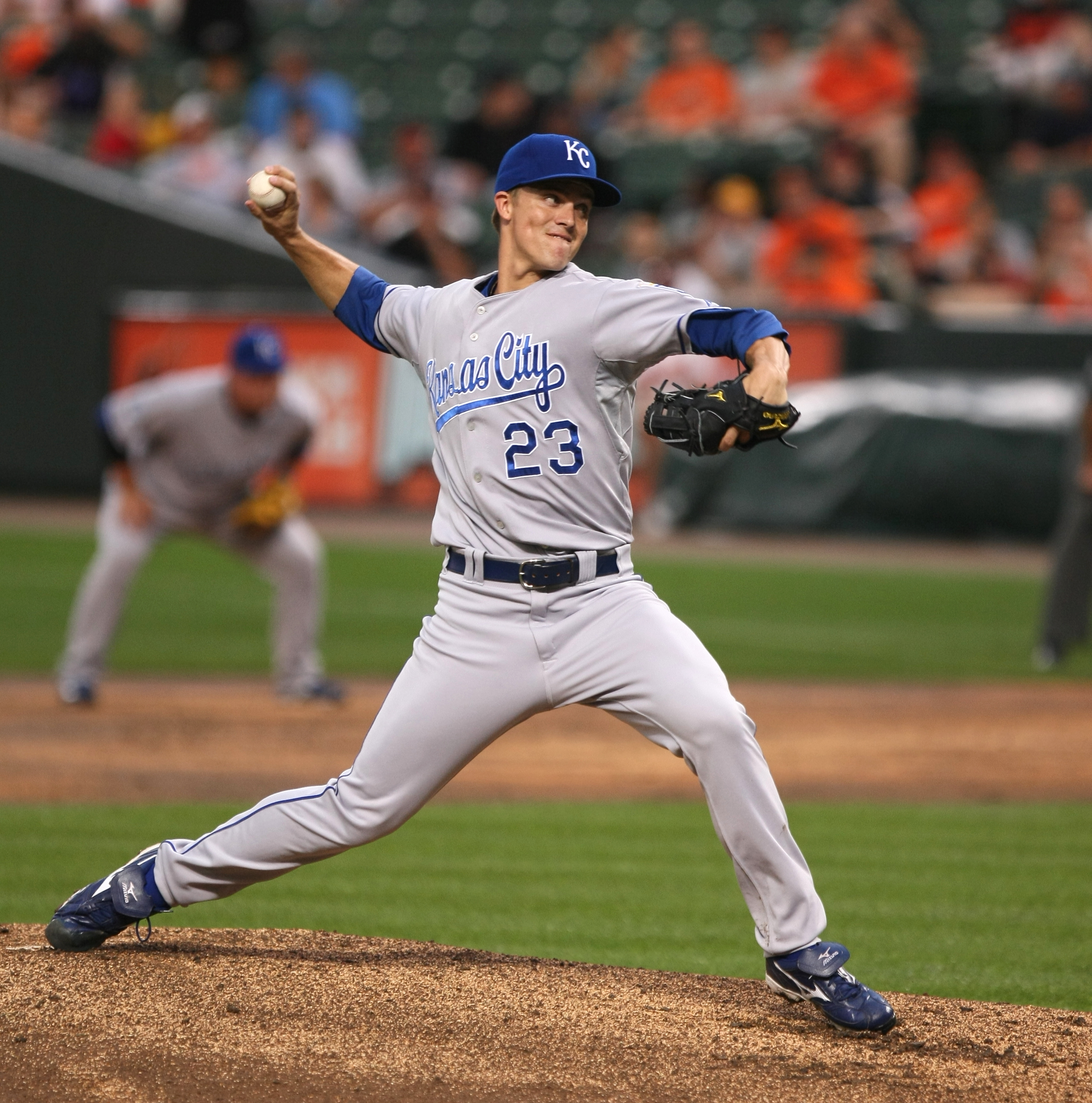
Zack Greinke hat in den ersten 24 Innings der Saison 2009 keinen einzigen Earned Run zugelassen.

Vor der Saison 2009 renovierten die Royals das Kauffman Stadium und nach Saisonbeginn beendeten die Royals den April an der Spitze der AL Central, was bei den Fans für Begeisterung sorgte. Im weiteren Verlauf der Saison ließ das Team jedoch nach und beendete das Jahr mit einer Bilanz von 65-97 auf dem vierten Platz in der AL Central. Der Höhepunkt der Saison war der Starter Zack Greinke, der in den ersten 24 Innings der Saison keinen Earned Run zuließ, das Jahr mit einem in der Major League führenden Durchschnitt von 2,16 Earned Runs beendete und den Cy Young Award der American League gewann. Greinke ist neben Bret Saberhagen (1985 und 1989) und David Cone (1994) erst der dritte Spieler in der Geschichte der Royals, der diese Auszeichnung erhält.
Die Royals begannen die Saison 2010 mit einem holprigen Start, und nachdem die Bilanz des Teams auf 12-23 gefallen war, wurde Manager Trey Hillman entlassen. Der ehemalige Milwaukee Brewers Manager, Ned Yost, übernahm das Amt als 16. Manager in der Geschichte des Franchises. Die Royals beendeten die Saison 2010 mit einer Bilanz von 67-95 und belegten zum sechsten Mal in sieben Jahren den letzten Platz in der Division. Außerdem stellten die Royals während der Saison einen fragwürdigen Franchise-Rekord auf, indem sie in einem Zeitraum von drei Tagen vom 25. bis 27. Juli 42 Runs zuließen.
Die Royals begannen das Jahr 2011 mit einem guten Start und erzielten nach 14 Spielen eine Bilanz von 10:4, doch der Erfolg ließ im weiteren Verlauf der Saison nach. Mit 22:22 erreichten die Royals zuletzt einen .500-Rekord, und bis zur All-Star-Pause hatten die Royals eine Bilanz von 37:54, die schlechteste in der American League. Der Bullpen der Royals bestand fast vollständig aus Spielern, die 2011 aus der Minor League berufen wurden Mike Moustakas erzielte mit fünfzehn Spielen die längste Schlagserie eines Royals-Neulings. Die Royals beendeten die Saison 2011 mit einer Bilanz von 71:91 und belegten damit den vierten Platz in der AL Central.
Die Saison 2012 verlief ähnlich und die Royals verbesserten sich um ein Spiel auf 72-90, beendeten die Saison aber auf dem vorletzten Platz in der Division.

### 2013
Am 10. Dezember 2012 erhielten die Royals die Pitcher James Shields und Wade Davis von den Rays, um den Pitcherstab zu stärken (der 2012 zu den schlechtesten im Baseball gehörte) und gaben Tampa dafür die Top-Prospects Wil Myers, Jake Odorizzi, Mike Montgomery und Patrick Leonard. Dieser Tausch trug dazu bei, dass die Mannschaft wieder in die Erfolgsspur zurückkehrte.
Die meiste Zeit der Saison 2013 bewegten sich die Royals in der Nähe einer Bilanz von .500. Außerdem blieb das Team in den ersten sieben Spielen (64+2⁄3 Innings) zum ersten Mal in seiner Geschichte ohne Error. Am 22. September gewannen die Royals ihr 82. Saisonspiel und sicherten sich damit den ersten Sieg-Saison des Franchises seit 2003. Die Royals beendeten die Saison mit 86-76 auf dem dritten Platz in der AL Central und erzielten damit die beste Siegquote seit 1994.

### 2014: Rückkehr in die World Series
Die Saison 2014 war sogar noch erfolgreicher und brachte die Rückkehr in die Postseason zum ersten Mal seit 29 Jahren und einen historischen Playoff-Lauf von der Wild Card bis hin zur World Series 2014 mit sich.
Die Royals beendeten die reguläre Saison 2014 mit einem Rekord von 89-73, immer noch die meisten Siege für die Royals seit 1989. Obwohl das Team die Saison mit einem Spiel Rückstand auf Detroit in der AL Central beendete, sicherten sich die Royals zum ersten Mal einen Platz in der Wild Card.
Nachdem sie sich für die Postseason qualifiziert hatten, begannen die Royals eine rekordverdächtige acht Spiele andauernde Siegesserie. Im Wild Card Game der American League 2014 trafen sie auf die Oakland Athletics und gewannen 9:8 durch einen Walk-off-Single von Salvador Pérez im 12. Inning. In der Division Series der American League 2014 besiegten die Royals dann die Los Angeles Angels of Anaheim. In der American League Championship Series 2014 siegten die Royals gegen die Baltimore Orioles.
In der World Series 2014 trafen die Royals auf die San Francisco Giants. Sie hatten Heimvorteil, da die American League das All-Star Game 2014 gewonnen hatte.
Nachdem sie mit acht Siegen in Folge einen AL-Rekord aufgestellt und die World Series erreicht hatten, eröffneten die Royals die Serie mit einer 1:7-Niederlage im ersten Spiel gegen den Starter Madison Bumgarner. Mit einem 7:2-Sieg im zweiten Spiel konnten die Royals die Serie mit 1:1 ausgleichen. Spiel drei gewannen die Royals in San Francisco mit 3:2 und übernahmen damit erstmals die Führung in der Serie. In Spiel vier verloren die Royals mit 11:4. In Spiel fünf unterlagen sie den Giants mit 0:5. In Spiel sechs schlugen die Royals die Giants mit 10:0. In Spiel sieben starteten die Royals mit Jeremy Guthrie gegen den Giants-Pitcher Tim Hudson an. Guthrie überstand 3+1⁄3 Innings, bevor er durch Kelvin Herrera ersetzt wurde, der seinerseits 2+2⁄3 Innings überstand. Er wurde dann durch Wade Davis ersetzt, der zwei Innings spielte. Closer Greg Holland beendete das Spiel. Auf Seiten der Giants hielt Hudson nur 1+2⁄3 Innings durch, bevor er durch Jeremy Affeldt ersetzt wurde, der später von Madison Bumgarner abgelöst wurde. Die Royals verloren das entscheidende siebte Spiel mit 3:2, wobei der entscheidende Run (Alex Gordon) am Ende des neunten Innings bei zwei Outs an der dritten Base stand.

### 2015: World Series Champions

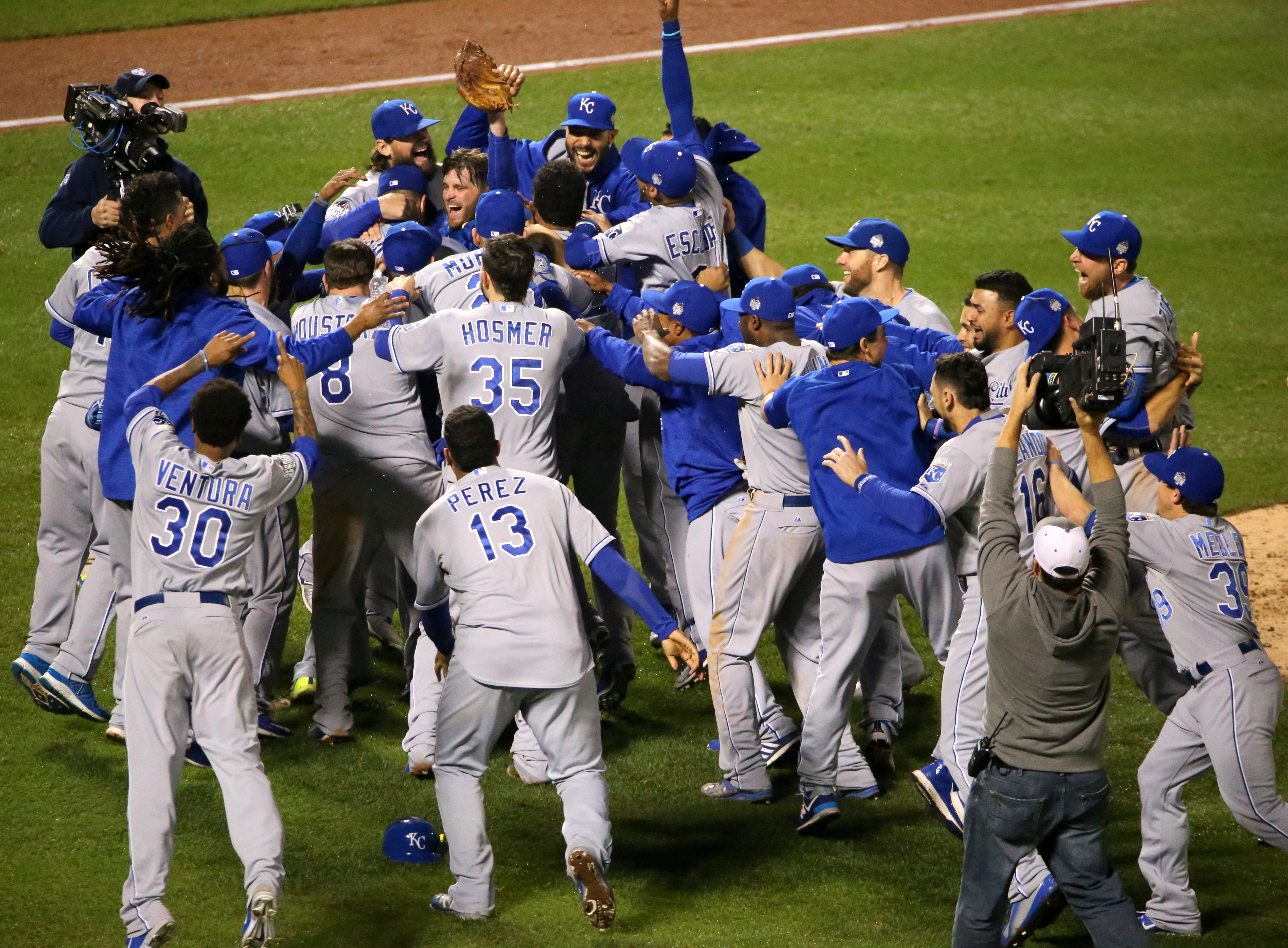
Royals feiern den Gewinn der World Series 2015

Nachdem die Royals 2014 eine Wild Card für die Postseason erhalten hatten, gewannen sie 2015 den ersten Division-Titel seit 1985 und den ersten Central-Division-Titel überhaupt. Die Royals gewannen 2015 die World Series, die erste Meisterschaft für die Royals seit 1985.
Die Royals gingen mit der besten Bilanz in der American League (52-34) in die All-Star-Pause 2015. Das Team setzte seinen Schwung auch in der zweiten Saisonhälfte fort. Das Team beendete die reguläre Saison mit einer Bilanz von 95-67, der besten der gesamten American League und der besten Bilanz der Organisation seit 1980.
In der ALDS-Serie trafen die Royals auf die Houston Astros. Die Royals besiegten die Astros in 3 zu 2 spielen. In der ALCS besiegten die Royals die Toronto Blue Jays in sechs Spielen. In der Word Series 2015 trafen die Royals auf die New York Mets.
Die Royals besiegten die New York Mets mit 4:1 und wurden Meister der World Series 2015. Es war der erste World-Series-Titel der Royals seit 1985. Der Sieg in der Serie war besiegelt, nachdem die Royals die Mets im 12. Inning von Spiel 5 mit 7:2 geschlagen hatten. Die Royals konnten im 9. Inning einen 0:2-Rückstand in ein 2:2-Unentschieden umwandeln und zwangen das Spiel in die Extra-Innings. Nach Abschluss des letzten Spiels wurde der Catcher Salvador Perez zum World Series MVP ernannt.

### 2016-2017: Das Ende einer Ära
Die Royals ließen auf ihren World-Series-Sieg eine erfolglose und von Verletzungen geplagte Saison 2016 folgen. Die Royals erlebten eine unbeständige Saison, die sie schließlich mit 81-81 beendeten. In dieser Saison debütierte der zukünftige Star Whit Merrifield.
Die Saison 2017 markierte das Ende des World Series-Teams: Pitcher Yordano Ventura kam am 22. Januar bei einem Autounfall ums Leben und die Royals trugen in der Saison 2017 zu seinem Gedenken Aufnäher mit der Aufschrift „ACE 30“ auf ihren Trikots. 2017 beendeten die Royals die Saison ähnlich wie 2016 mit 80-82 auf dem dritten Platz in der Division und verpassten die Playoffs zum zweiten Mal in Folge. Die Stars Lorenzo Cain und Eric Hosmer wurden nach der Saison Free Agents und unterzeichneten Verträge mit den Milwaukee Brewers bzw. den San Diego Padres.

### Seit 2018: Erneuter Umbau und Verkauf des Teams
Obwohl Eric Hosmer und Lorenzo Cain abgewandert sind, konnten die Royals Mike Moustakas und Alcides Escobar unter Vertrag nehmen. Im Jahr 2018 begann das Team mit einem Neuaufbau, tauschte Moustakas mitten in der Saison aus und gaben jungen Spielern Spielzeit. Trotzdem beendete das Team die Saison mit nur 58 Siegen, der niedrigsten Anzahl seit 2005. Die Saison 2018 markierte auch den Aufstieg von Whit Merrifield zum Star, der die MLB bei den Hits (192) und Stolen Bases (45) anführte.
Am 3. Juni 2019 wählten die Royals Bobby Witt Jr. mit der zweiten Pick des MLB-Drafts 2019 aus. Witt wird allgemein als eines der besten Talente im Baseball angesehen, er gilt als eines der größten Talente, die Kansas City seit Eric Hosmer und Mike Moustakas verpflichtet hat.
Am 30. August 2019 wurde bekannt gegeben, dass John Sherman, ein Minderheitseigentümer der Cleveland Indians, zugestimmt hatte, das Team von David Glass für einen angeblichen Betrag von 1 Milliarde US-Dollar zu kaufen.
Im September gab Manager Ned Yost bekannt, dass er am Ende der Saison nach zehn Spielzeiten und einem Franchise-Rekord von 746 Siegen in den Ruhestand treten würde. Die Royals beendeten die Saison 2019 mit einem Spiel besser als 2018 (59-103). Am 31. Oktober 2019 gaben die Royals die Einstellung des ehemaligen St. Louis Cardinals-Managers Mike Matheny als Nachfolger von Ned Yost bekannt.
Am 28. Juli 2020 gaben die Royals bekannt, dass Patrick Mahomes, Quarterback der Kansas City Chiefs und Sohn des ehemaligen Major-League-Spielers Pat Mahomes, eine Minderheitsbeteiligung am Team erworben hat.
Im Jahr 2020 wurde die Saison aufgrund der COVID-19-Pandemie auf 60 Spiele verkürzt. Die Royals schlossen mit einer Bilanz von 26-34 (0,433 Gewinnprozent) ab, was den vierten Platz in der AL Central bedeutete.
Die Saison 2021 beendeten die Royals mit einer Bilanz von 74-88 (0,457 Gewinnprozent) und landeten damit auf dem vierten Platz in der AL Central, konnten sich aber gegenüber 2019 und 2020 verbessern.

## Nicht mehr vergebene Nummern
- 5 George Brett
- 10 Dick Howser
- 20 Frank White
- 42 Jackie Robinson (in jedem Club der Major League Baseball)

## Minor-League-Teams der Kansas City Royals
Zum Franchise der Royals gehören folgende Minor-League-Teams:
- AAA: Omaha Storm Chasers, Omaha, Nebraska
- AA: Northwest Arkansas Naturals, Springdale, Arkansas
- Advanced A: Wilmington Blue Rocks, Wilmington, Delaware
- A: Lexington Legends, Lexington, Kentucky
- Rookie: Burlington Royals, Burlington, North Carolina
- Rookie: Idaho Falls Chukars, Idaho Falls, Idaho
- Rookie: Arizona Royals, Surprise, Arizona
- Rookie: Dominican Royals, Dominikanische Republik